# Ordnungstopologie
Auf einer total geordneten Menge kann man in natürlicher Weise eine Topologie einführen, die mit der Ordnung  verträglich ist. Diese Topologie wird Ordnungstopologie genannt. Einige Begriffe aus Topologie und Metrik wie diskret, dicht und vollständig lassen sich so auf Ordnungen übertragen.

## Definition
Gegeben sei eine total geordnete Menge {\displaystyle (X,<).} Das heißt, es gelten die zwei Gesetze:
| - {\displaystyle a<b\;\land \;b<c\;\;\Rightarrow \;\;a<c}                        | (Transitivität) |
| - entweder {\displaystyle a<b} oder {\displaystyle a=b} oder {\displaystyle b<a} | (Trichotomie)   |

für alle {\displaystyle a,b,c\in X.}
Um Fallunterscheidungen an den Intervallrändern zu vermeiden, wird zunächst die Menge {\displaystyle X} in die Menge
{\displaystyle {\overline {X}}:=\left\{-\infty \right\}\,\cup _{<}\,X\,\cup _{<}\,\left\{+\infty \right\}}
eingebettet und danach werden mittels zweier Grenzen {\displaystyle a,b\in {\overline {X}}} die Intervalle
{\displaystyle \{x\in X\,\mid \,a<x<b\}=:\left]a,b\right[}
gebildet.
Sie sind allesamt Teilmengen von {\displaystyle X} und definieren als Basis die Ordnungstopologie in der folgenden Weise:
Die offenen Mengen der Ordnungstopologie sind die beliebigen, auch unendlichen Vereinigungsmengen von solchen Intervallen.
Andere, gleichwertige Formulierungen:
- Die Ordnungstopologie auf {\displaystyle X} ist die gröbste Topologie, in der die (offenen) Intervalle im Sinn der Topologie offen sind.
- Die (offenen) Intervalle bilden eine Basis der Ordnungstopologie.

Wichtig ist die Eigenschaft »streng« der Ordnungsrelation {\displaystyle <,} also {\displaystyle \leq } ohne Gleichheit. Dies macht die Intervalle (in der Sprechweise der rationalen oder reellen Zahlen) zu offenen Intervallen – im Gegensatz zu den abgeschlossenen Intervallen, die mit
{\displaystyle \{x\in X\,\mid \,a\leq x\leq b\}\;=:\;\left[a,b\right]}
notiert werden und die Komplementärmengen von offenen Mengen sind. Bspw. ist
{\displaystyle \left[a,b\right]\;\;=\;\;X\,\setminus \,{\bigl (}\left]-\infty ,b\right[\,\cup \,\left]a,\infty \right[{\bigr )}}.
Wenn {\displaystyle X} weder Minimum noch Maximum besitzt, fällt {\displaystyle {\overline {X}}} mit dem topologischen Abschluss von {\displaystyle X} in {\displaystyle {\overline {X}}} zusammen.
Eine Ordnungstopologie erfüllt das Trennungsaxiom T2, ist also hausdorffsch.

## Anwendungen
Durch die Ordnungstopologie kann man einige Eigenschaften von Ordnungen topologisch beschreiben,
{\displaystyle (X,<)} ist hier immer eine streng totalgeordnete Menge:
- Eine nichtleere, abgeschlossene, beschränkte Teilmenge {\displaystyle S} von {\displaystyle X} enthält ihr Infimum und ihr Supremum, sofern sie in {\displaystyle X} existieren.
Letzteres ist genau dann stets der Fall, wenn die Ordnung vollständig ist.

- Die Ordnung {\displaystyle <} heißt diskret, wenn die zugehörige Ordnungstopologie diskret ist. Ohne topologische Begriffe lässt sich eine diskrete Ordnung so charakterisieren:

1. Jedes Element hat einen eindeutigen Vorgänger, es sei denn, es ist Minimum von {\displaystyle X}.
2. Jedes Element hat einen eindeutigen Nachfolger, es sei denn, es ist Maximum von {\displaystyle X}.

Anschaulich sind die Elemente durch die diskrete Ordnung wie an Perlenschnüren aufgereiht, beachte aber das 6. Beispiel unten.
- Eine Teilmenge {\displaystyle S} von {\displaystyle X} liegt dicht in {\displaystyle X} im Sinne der Ordnungstheorie, wenn zwischen zwei Elementen {\displaystyle a<b} aus {\displaystyle X} stets ein Element {\displaystyle s} aus {\displaystyle S} mit {\displaystyle a<s<b} liegt. Ist {\displaystyle X} in sich dicht im Sinne der Ordnungstheorie, so liegt {\displaystyle S} genau dann dicht in {\displaystyle X} im Sinne der Ordnungstheorie, wenn {\displaystyle S} dicht in {\displaystyle X} bezüglich der Ordnungstopologie ist.
- Eine diskret geordnete Menge ist (außer im Trivialfall einer einelementigen Menge) niemals dicht (in sich) geordnet und umgekehrt.
- Jede in sich dichte, strenge Totalordnung {\displaystyle (X,<)} lässt sich mit der Methode der Dedekindschen Schnitte in eine ordnungsvollständige Ordnung {\displaystyle ({\hat {X}},<)} einbetten. Im Artikel Dedekindscher Schnitt wird dies am Beispiel der rationalen Zahlen ausgeführt. Diese Konstruktion funktioniert auch in Ordnungen, deren Ordnungstopologie sich nicht metrisieren lässt.

### Beispiele

Die Ordinalzahl.

Die im Folgenden genannten Eigenschaften beziehen sich immer auf die in den Mengen übliche, natürliche Ordnung:
1. Die natürlichen Zahlen sind diskret geordnet. Jede natürliche Zahl hat einen Nachfolger.
2. Die ganzen Zahlen sind diskret geordnet. Jede ganze Zahl hat einen Vorgänger und einen Nachfolger.
Die Ordnungstopologie ist die diskrete.
3. Bei den reellen Zahlen mit ihrer gewöhnlichen Anordnung {\displaystyle <} stimmt die Ordnungstopologie mit der gewohnten Topologie (der reellen Zahlen als metrischer Raum) überein.
Die reellen Zahlen sind ordnungsvollständig.
4. Die rationalen Zahlen sind nicht ordnungsvollständig, aber dicht (in sich) geordnet.
5. Die rationalen Zahlen bilden eine dichte Teilmenge der Menge der reellen Zahlen.
6. Die Menge der Stammbrüche {\displaystyle B:=\left\{{\tfrac {1}{z}}\,\,\mid \,z\in \mathbb {Z} \setminus \left\{0\right\}\right\}} ist diskret geordnet. Anschaulich besteht die Ordnung aus zwei Perlenschnüren: Die Ordnung der negativen Stammbrüche entspricht der Ordnung der natürlichen Zahlen, die Ordnung der positiven Stammbrüche deren Umkehrung; {\displaystyle B} ist also ordnungsisomorph zum lexikographisch geordneten   {\displaystyle {\bigl (}0\!\times \!\mathbb {N} {\bigr )}\,\cup \,{\bigl (}1\!\times \!(-\mathbb {N} ){\bigr )}=:\mathbb {N} \,\cup _{<}\,(-\mathbb {N} ).} Von einer der Perlenschnüre lässt sich die andere jedoch nicht durch fortgesetzte Vorgänger- oder Nachfolgerbildung erreichen.
7. Fügt man zu {\displaystyle B} aus dem vorigen Beispiel die Zahl 0 hinzu, dann ist die Ordnung nicht mehr diskret, denn 0 hat weder einen Vorgänger noch einen Nachfolger. Sie ist aber auch nicht dicht.Die Ordinalzahl {\displaystyle \omega +1}.
8. Die Ordinalzahl {\displaystyle \omega +1=\mathbb {N} \cup _{<}\{\mathbb {N} \}} ist nicht diskret geordnet: Das Limeselement {\displaystyle \mathbb {N} =\omega } hat keinen Vorgänger, jede seiner Umgebungen enthält unendlich viele natürliche Zahlen. (Als Ordinalzahl wird die Menge der natürlichen Zahlen üblicherweise mit {\displaystyle \omega } bezeichnet.)
9. Die Ordnungstypen von {\displaystyle \omega +1} und {\displaystyle \left(1-1/\mathbb {N} _{>0}\right)\cup _{<}\{1\}\;=\;\left\{1-{\tfrac {1}{n}}\,\mid \,n\in \mathbb {N} _{>0}\right\}\cup _{<}\{1\}} sind gleich. Letztere Topologie ist außerdem die von {\displaystyle \mathbb {Q} } induzierte Teilraumtopologie, daher entspricht die analytische Konvergenz {\displaystyle \lim _{n\to \infty }\left(1-{\tfrac {1}{n}}\right)=1} in {\displaystyle \mathbb {Q} } der topologischen Konvergenz von {\displaystyle \lim _{n\in \omega }n=\omega } in {\displaystyle \omega +1}. Jede abzählbare Ordinalzahl kann ordnungserhaltend in {\displaystyle \mathbb {Q} } eingebettet werden. Ein weiteres Beispiel dieser Art ist {\displaystyle \omega ^{2}}, das denselben Ordnungstyp wie {\displaystyle \mathbb {N} -1/\mathbb {N} _{>0}=\left\{k-{\tfrac {1}{n}}\,\mid \,k\in \mathbb {N} \land n\in \mathbb {N} _{>0}\right\}} in {\displaystyle \mathbb {Q} } hat.

## Andere Topologien, die mit der Ordnung zusammenhängen
Auf einer streng totalgeordneten Menge können auch die Halbgeraden
|      | {\displaystyle \left]a,+\infty \right[:=\{x\in X\,\mid \,a<x\}} | mit {\displaystyle a\in X} | (Typ A) |
| oder |                                                                 |                            |         |
|      | {\displaystyle \left]-\infty ,b\right[:=\{x\in X\,\mid \,x<b\}} | mit {\displaystyle b\in X} | (Typ B) |

als Basis je einer Topologie, der Topologie der nach unten beschränkten (Typ A) bzw. der nach oben beschränkten Mengen (Typ B), zugrunde gelegt werden. Die beiden Topologien sind – für Mengen {\displaystyle X,} die mehr als einen Punkt enthalten – voneinander verschieden und die Ordnungstopologie ist ihre kleinste gemeinsame Verfeinerung.
Der Konvergenzbegriff in diesen Topologien ist sehr einfach:
Eine Folge konvergiert in einer Topologie des Typs A oder B nur dann, wenn sie am entsprechenden Extremum stationär wird.